# Monique Wilson (ủy viên hội đồng)
Monique Wilson là một chính trị gia người Saba. Cô từng là thành viên của Hội đồng đảo Saba cho Đảng Lao động Saba từ năm 2015 đến 2019. 

## Sự nghiệp
Wilson là ứng cử viên của Đảng Lao động Saba trong cuộc bầu cử Hội đồng Đảo 2015, trong đó cô được bầu sau khi nhận được 121 phiếu từ khoảng một nghìn cử tri đi bầu. Đây là lần đầu tiên cô ứng cử. Trong số 18 người tham gia tranh cử, Wilson đứng thứ ba và đạt kết quả cao nhất cho đảng của cô. Kết quả của cuộc bầu cử, cô đã giành một trong hai ghế đảng SLP trong Hội đồng Đảo để ngăn chặn đảng Phong trào Nhân dân Quần đảo Windward giữ cả ba ghế. Cô là người phụ nữ duy nhất được bầu vào hội đồng, và đã thành công trước ứng cử viên đảng WIPM Amelia Nicholson.
Năm 2016, cô là một phần của phái đoàn chính thức đến thăm chính phủ Saint Kitts và Nevis để thúc đẩy hợp tác giữa hai quốc đảo. Năm sau, cô nói về việc chính quyền Saba cần phải làm nhiều hơn để khuyến khích các kỹ năng của người đi học để họ có thể đóng góp lớn hơn cho nền kinh tế địa phương. Cô cũng nhấn mạnh sự cần thiết của thanh niên Saba trong việc học tiếng Hà Lan. Ngoài công việc với chính phủ, Wilson còn là một nhân viên xã hội và người giám hộ gia đình.
Cuộc bầu cử năm 2019 cho thấy Wilson mất ghế, kéo theo việc đảng SLP mất đại diện trong Hội đồng Đảo Saba.